# Invincible (Lied)
Invincible (englisch für „Unbesiegbar“) ist ein Song des US-amerikanischen Sängers Michael Jackson und der Titelsongs von Jacksons gleichnamigem Album, das am 29. Oktober 2001 bei Epic Records erschien.

## Entstehung
Der Song wurde von Rodney Jerkins, Michael Jackson, Fred Jerkins III, LaShawn Daniels und Norman Gregg geschrieben und von Jerkins und Jackson produziert. Der Song beinhaltet wie auch Heartbreaker vom gleichen Album einen Rap von Fats.

## Inhalt
Auf Platz drei der Titelliste des Albums ist Invincible wie die davorliegenden Songs Unbreakable und Heartbreaker ein Song mit einem sehr urbanen Rhythmus. Wie auch Heartbreaker ist Invincible sehr vom Electro inspiriert, aber der Rhythmus ist feiner gehalten.
Inhaltlich versucht das lyrische Ich eine Liebesbeziehung mit einer Frau zu beginnen, die jedoch daran nicht interessiert ist.

“If I could tear down these walls

That keep you and I apart

I know I could claim your heart

And our perfect love will start

But girl you just won’t approve

Of the things that I do

When all I do is for you

But still you say it ain’t cool”

„Wenn ich nur diese Mauern niederreißen könnte

Die du und ich voneinander trennen

Ich weiß, dass ich dein Herz erobern könnte

Und unsere perfekte Liebe könnte starten

Aber Mädchen, du wirst einfach nicht anerkennen

Was ich für dich tue

Alles tue ich für dich

Aber du sagst es wäre nicht gut genug“

## Kritiken
The Stuart News zufolge, besteche Heartbreaker mit einem ähnlichen Charme wie Unbreakable (also House-Keyboard-Riffs, schweren Dance-Grooves und Michael Jackson unverkennbarer Stimme). Der Rhythmus sei im Vergleich zu Unbreakable jedoch jaulender und quietschender.

## Besetzung
- Produktion: Michael Jackson, Rodney Jerkins
- Komposition: Michael Jackson, Rodney Jerkins, Fred Jerkins III, LaShawn Daniels, Norman Gregg
- Solo, Background Vocals: Michael Jackson
- Rap: Fats
- Keyboards, Synthesizer: Michael Jackson, Rodney Jerkins
- Tontechnik: Bruce Swedien, Stuart Brawley
- Mix: Bruce Swedien